# Борислав (име)
Вижте пояснителната страница за други значения на Борислав.
Борислав е българско име, което има две възможни етимологии:
- чисто славянска – от „борба“ и „слава“ – тоест, този „който се бори за слава“ или „слава в борбата“; „слава в битката“;
- смесена – от старобългарското Борис, което е най-вероятно от тюркски произход, и славянската наставка -слав, характерна за много славянски имена, като Светослав, Любослав, Станислав, Бранислав и други. Така името Борислав може да се приема за доказателство за смесването на прабългарски и славянски племена, които формират българската народност в 9 – 10 век.

Носителите на името Борислав подобно на Борисовците обикновено биват наричани накратко Борко, Боби или Боре и празнуват именния си ден на 2 май, Борисовден.
Борислав е и името на малко село в Северна България – община Пордим, Област Плевен.